# 498 aC
El 498 aC va ser un any del calendari romà pre-julià. A l'Imperi Romà es coneixia com l'any del consolat de Sícul i Flavus (o també any 256 ab urbe condita). La denominació 498 aC per a aquest any s'ha emprat des de l'edat mitjana, quan el calendari Anno Domini va ser el mètode prevalent a Europa per a anomenar els anys.

## Esdeveniments

### Grècia
- Alexandre I succeeix al seu pare Amintes I com a rei de Macedònia, segons l'historiador Justí.[2]
- Al segon any de la Revolta Jònica, iniciada el 499 aC, els habitants la ciutat de Sardes volent-se lliurar dels perses i amb l'ajuda d'unes naus ateneses, van ocupar la ciutat menys la ciutadella, defensada per Artafernes i la guarnició persa. La ciutat es va incendiar accidentalment, i els jonis i atenencs es van retirar.[3]

### República Romana
- Quint Cleli Sícul i Tit Larci Flavus són elegits cònsols a Roma. Segons Dionisi d'Halicarnàs,[4] Cleli va nomenar al seu col·lega dictador i va lluitar a les seves ordres en una batalla contra els llatins. Titus Livi i altres autors no donen aquesta informació i fan dictador a Larci tres anys abans, el 501 aC.[5]
- Aulus Postumi Albus Regil·lensis, segons Titus Livi, dictador romà, i va dirigir la batalla del Llac Regil, que segons diu aquest autor va tenir lloc aquell any.[6]

## Necrològiques
- Amintes I, rei de Macedònia, (nascut l'any 547 aC).[7]
- Cleandre de Gela, tirà de Gela, assassinat a mans d'un ciutadà.[8]